# Bělozubka nejmenší
Bělozubka nejmenší (Suncus etruscus) je savec z čeledi rejskovitých. Jde o nejmenšího známého savce podle hmotnosti. Nejmenší podle délky těla je netopýrek thajský (Craseonycteris thonglongyai).
Je rozšířena v jižní Evropě, Zakavkazsku, Turkmenistánu a Africe.

## Popis
Váží přibližně 2 gramy. Délka hlavy a trupu dosahuje od 35 do 48 mm. Tělo má tmavé. Ocas měří 24 až 29 mm. Zuby jsou bílé.

## Zajímavosti

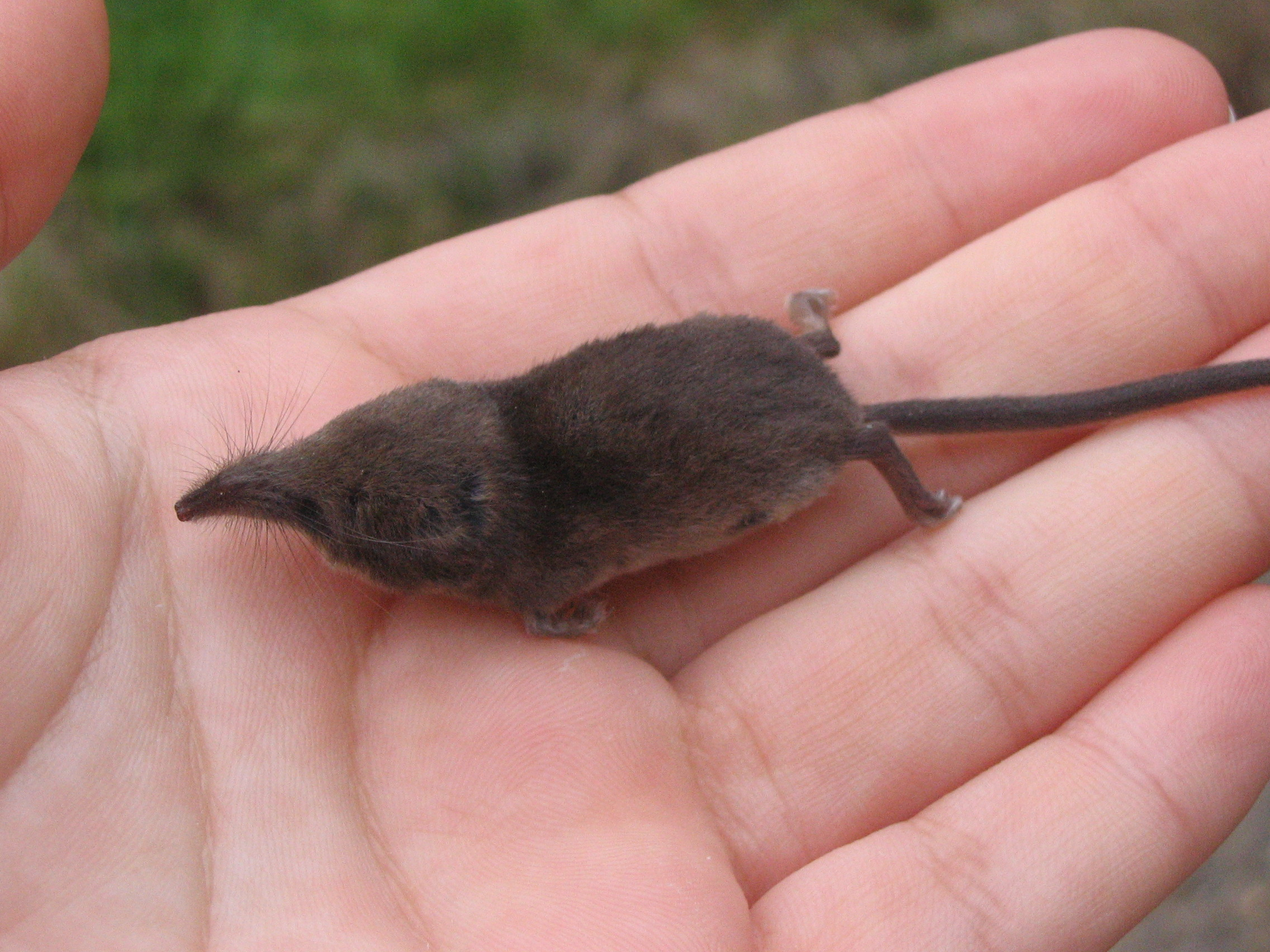
Bělozubka nejmenší

- Bělozubka nejmenšíRejskové i bělozubky musejí pravidelně v krátkých intervalech přijímat potravu, jinak by zahynuli, to je i důvod, proč nikdy neusínají zimním spánkem.
- Kvůli velice rychlému metabolismu se bělozubky dožívají asi 1,5 až 3 let.[3]
- Mláďata bělozubky společně s matkou chodí ven v řadě za sebou, zachycené zoubky za srst.
- Srdeční tep se pohybuje v rozmezí 1200–1500 úderů za minutu.

## Chov v zoo
Bělozubky nejmenší patří mezi velmi raritně chované druhy. V létě 2018 byly chovány jen v pěti evropských zoo: čtyřech německých (Tierpark Berlin, Zoo Dresden, Tierpark Görlitz a Zoo Karlsruhe) a jedné české (Zoo Praha). V průběhu roku 2018 se stala chovatelem tohoto druhu také Zoo Wroclaw. V průběhu roku 2018 se bělozubky nejmenší dostaly do dalších dvou českých zoo: Zoo Jihlava a Zoo Plzeň. Počet evropských zoo s tímto druhem se tak dostal na osm.

### Chov v Zoo Praha
Do Zoo Praha přišli první jedinci tohoto druhu v závěru roku 2017. Jednalo se o dva páry ze zoo v německých Drážďanech (Zoo Dresden). Zpočátku byli v zázemí, aktuálně jsou již v expozici v pavilonu Afrika zblízka. První odchovy se podařily v březnu 2018 a další následovaly ve čtyřtýdenních intervalech. Na počátku srpna 2018 tak žilo v Zoo Praha již 9 dospělých jedinců (vč. jedné březí samice) a 24 mláďat (pocházejí z 6 pražských vrhů). Rozmnožuje se již druhá generace. 14. srpna 2018 se narodily dvě bělozubky nejmenší a 18. srpna téhož roku se narodily další čtyři. Další mládě následovalo i v prosinci 2018, kdy zároveň přišli noví jedinci z německé Zoo Karlsruhe. Celkově se v průběhu roku 2018 narodilo a bylo odchováno 17 mláďat. Ke konci roku 2018 bylo v Zoo Praha chováno 11 jedinců. Další mláďata přišla na svět v únoru, březnu, květnu, červnu, červenci, srpnu, září, říjnu i listopadu 2019, tedy takřka ve všech měsících. V roce 2019 bylo odchováno 29 mláďat. Ke konci roku bylo chováno 18 jedinců.